# Alte Kirche Trieben

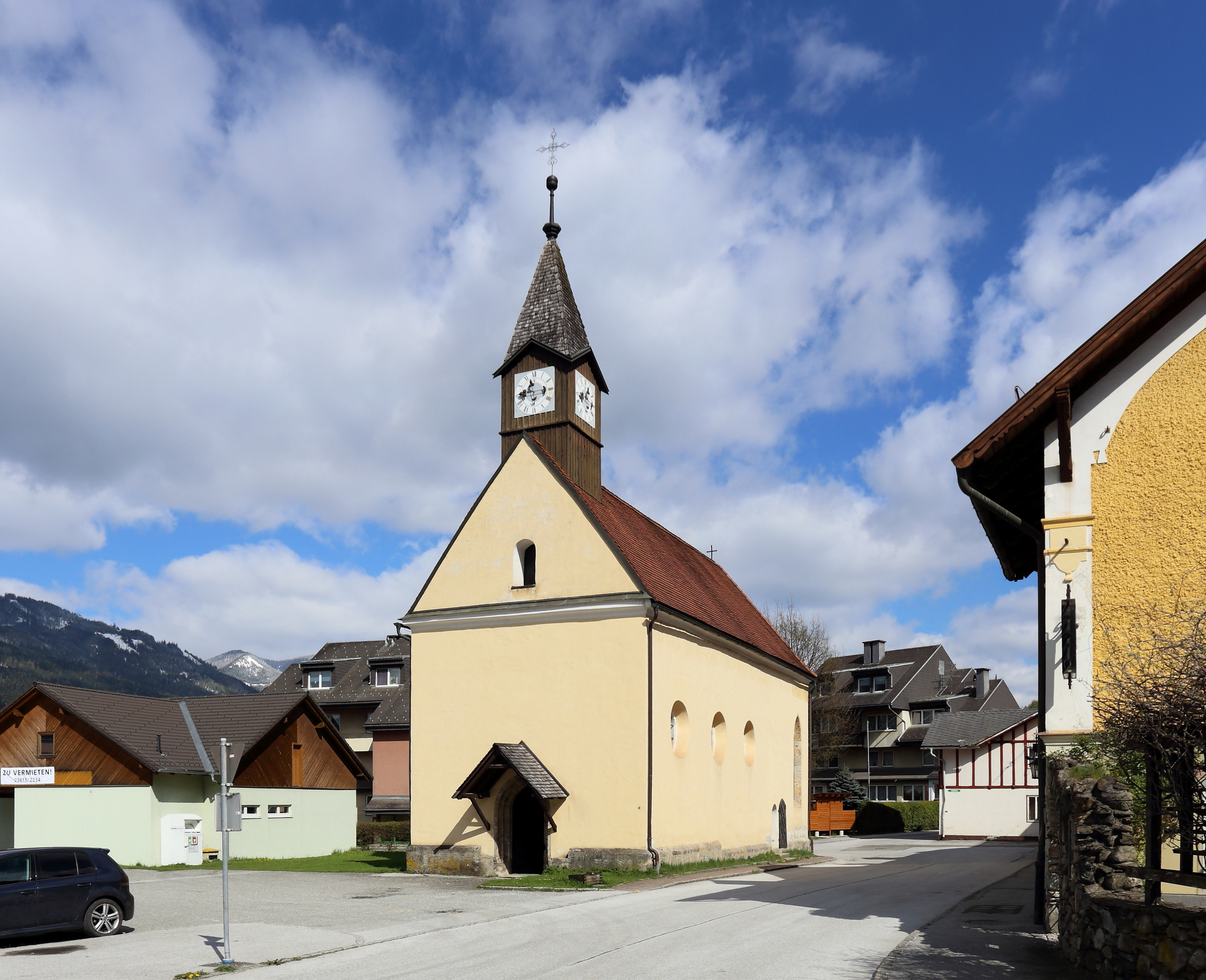
Alte Kirche hl. Andreas in Trieben

Die Alte Kirche Trieben steht in der Stadtgemeinde Trieben im Bezirk Liezen in der Steiermark. Die unter dem Patrozinium des Apostels Andreas stehende römisch-katholische Filialkirche gehört zum Dekanat Admont in der Diözese Graz-Seckau. Die Kirche steht unter Denkmalschutz (Listeneintrag).

## Geschichte
Urkundlich wurde 1160 eine Kirche genannt. Der gotische Kirchenbau wurde 1449 erbaut und 1454 geweiht. Die Kirche wurde 1480 bei einem Türkeneinfall zerstört und bis 1498 wiederaufgebaut. Im dritten Viertel des 17. Jahrhunderts wurde das Langhaus verändert. Nach einem Brand 1858 wurde 1859 das Gewölbe des Langhauses wiederhergestellt. Von 1956 bis 1958 war eine Restaurierung.
Die Kirche war bis 1954 eine Filiale der Pfarrkirche St. Lorenzen im Paltental und wurde 1955 zur Pfarrkirche erhoben. Seit der Weihe der neuen Pfarrkirche Trieben wird sie vor allem für Taufen und Trauungen verwendet und in der Zeit von Ostern bis Allerheiligen für die Werktagsmessen.

## Architektur
Das dreijoche Langhaus, im dritten Viertel des 17. Jahrhunderts umgebaut, hat eine Stichkappentonne auf einfachen Pilastern. Die Rundfenster sind barock. Das gotische Westportal ist spitzbogig und profiliert und hat eine Eisentür. Das gotische Sakristeiportal ist rundbogig und hat eine Tür mit Beschlägen. Die Nordkapelle ist kreuzgratgewölbt und zeigt einfachen Stuck aus der ersten Hälfte des 18. Jahrhunderts.
Der gotische Chor mit einem Zweisechstelschluss hat ein Sternrippengewölben auf teils gekappten Achteckdiensten und runde Schlusssteine, einer davon mit einem Christushaupt. Im Chor ist eine Sessionsnische mit Kleeblattbogen.

## Ausstattung
Der bemerkenswerte Hochaltar aus dem dritten Viertel des 17. Jahrhunderts zeigt das Wappen vom Abt Raimund Rehling (1659–1675). Mittig zwischen den Figuren Peter und Paul steht eine gotische Holzplastik vermutlich aus der ersten Hälfte des 15. Jahrhunderts, barock überarbeitet.
Den Altar der Nordkapelle schuf Carlo Formentini um 1722, das Altarbild hl. Erentrudis von Salzburg malte Johann Brunner 1717.
Das Chorgestühl aus dem dritten Viertel des 17. Jahrhunderts hat zwei Rokoko-Baldachinen. Die barocken Kreuzwegstationen sind aus der zweiten Hälfte des 18. Jahrhunderts.